# Karrapur
Karrapur é uma vila no distrito de Sagar, no estado indiano de Madhya Pradesh.

## Geografia
Karrapur está localizada a 23° 57′ N, 78° 51′ L. Tem uma altitude média de 497 metros (1630 pés).

## Demografia
Segundo o censo de 2001, Karrapur tinha uma população de 9285 habitantes. Os indivíduos do sexo masculino constituem 53% da população e os do sexo feminino 47%. Karrapur tem uma taxa de literacia de 61%, superior à média nacional de 59,5%: a literacia no sexo masculino é de 72% e no sexo feminino é de 48%. Em Karrapur, 18% da população está abaixo dos 6 anos de idade.